# Wioślarstwo na Letnich Igrzyskach Olimpijskich 1932 – jedynka mężczyzn
Rywalizacja w jedynce mężczyzn w wioślarstwie na Letnich Igrzyskach Olimpijskich 1932 rozgrywana była między 9 a 13 sierpnia 1932 w Long Beach Marine Stadium.
W zawodach wzięło udział pięciu zawodników.

## Wyniki

### Półfinały
Zwycięzca każdego z półfinałów awansował do finału, pozostali zawodnicy awansowali do repasaży
| Bieg 1  | Bieg 1            | Bieg 1 | Bieg 1 |
| Miejsce | Zawodnik          | Czas   | Kwal.  |
| ------- | ----------------- | ------ | ------ |
| 1.      | Henry Pearce      | 7:27,0 | Q      |
| 2.      | William Miller    | 7:29,2 |        |
| Bieg 2  |                   |        |        |
| Miejsce | Zawodnik          | Czas   | Kwal.  |
| 1.      | Dick Southwood    | 7:42,6 | Q      |
| 2.      | Guillermo Douglas | 7:45,0 |        |
| 3.      | Joseph Wright Jr. | 8:30,6 |        |

### Repasaże
Dwaj pierwsi zawodnicy awansowali do biegu finałowego.
| Miejsce | Zawodnik          | Czas   | Kwal. |
| ------- | ----------------- | ------ | ----- |
| 1.      | William Miller    | 8:05,8 | Q     |
| 2.      | Guillermo Douglas | 8:20,2 | Q     |
| 3.      | Joseph Wright Jr. | 8:37,8 |       |

### Finały
| Miejsce | Zawodnik          | Czas   | Uwaga |
| ------- | ----------------- | ------ | ----- |
| złoto   | Henry Pearce      | 7:44,4 |       |
| srebro  | William Miller    | 7:45,2 |       |
| brąz    | Guillermo Douglas | 8:13,6 |       |
| 4.      | Dick Southwood    | 8:33,6 |       |